# فرانتيشيك شموكير
فرانتيشيك شموكير (مواليد 28 يناير 1940) هو لاعب كرة قدم. يلعب مع منتخب تشيكوسلوفاكيا لكرة القدم. سبق له أن لعب في كأس العالم لكرة القدم مع منتخب بلاده.

## روابط خارجية
- فرانتيشيك شموكير على موقع الاتحاد الدولي (مؤرشف)  (الإنجليزية)
- فرانتيشيك شموكير على موقع الاتحاد التشيكي (الإنجليزية)
- فرانتيشيك شموكير على موقع قاعدة بيانات كرة القدم.إي يو (الإنجليزية)
- فرانتيشيك شموكير على موقع ناشيونال فوتبول تيمز (الإنجليزية)
- فرانتيشيك شموكير على موقع Soccerway.com (الإنجليزية)
- فرانتيشيك شموكير على موقع عالم كرة القدم.نت (الإنجليزية)
- فرانتيشيك شموكير على موقع أوليمبيديا (الإنجليزية)
- فرانتيشيك شموكير على موقع اللجنة الأولمبية التشيكية (التشيكية)